# Casimir Perier

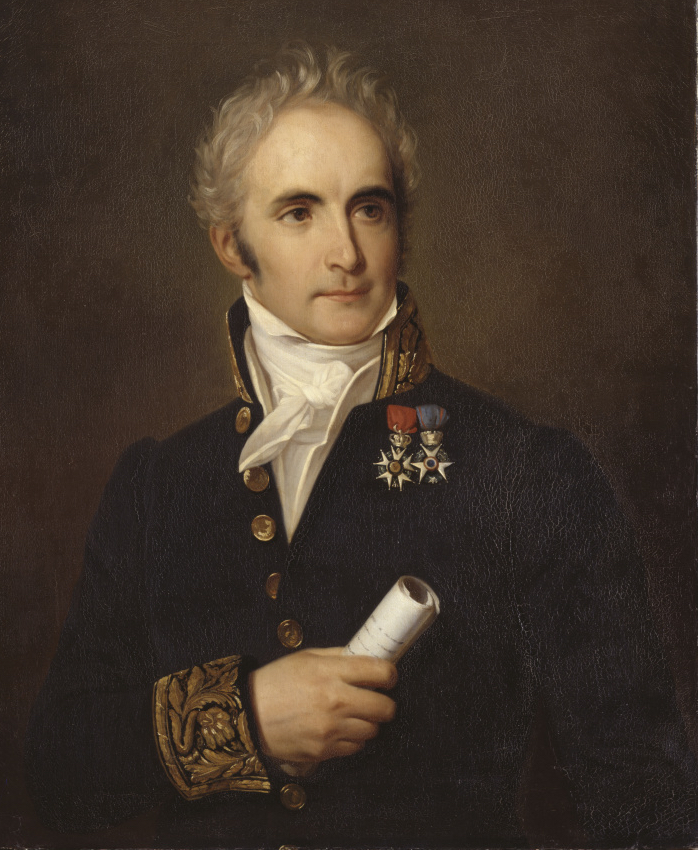
Portret van Casimir Pierre Périer, gemaakt na zijn overlijden.

Casimir-Pierre Périer (Grenoble, 11 oktober 1777 - Parijs, 16 mei 1832) was een prominent Frans bankier, mijneigenaar, politiek leider en staatsman. In 1831 werd hij tijdens de Julimonarchie voorzitter van de ministerraad als leider van de conservatieve Parti de la résistance en met steun van koning Louis-Philippe.

## Familie en zakenleven
Geboren in Grenoble, was Casimir Perier de vierde van acht zoons van "Milord" Claude-Nicolas Perier (1742-1801), een rijk koopman, producent en bankier die zijn Château de Vizille opende voor de bekende vergadering van de Staten-Generaal van Dauphiné (op 21 juli 1788) die één jaar voor het begin van de Franse Revolutie plaatsvond.  Zijn moeder was Marie-Charlotte Pascal (1749-1821), de dochter van een prominente linnenproducent in de buurt van Voiron. Zowel zijn vader als zijn grootvader Jacques Perier (1702-1782) konden een groot fortuin verdienen door de handel van kledij gemaakt uit canvas en linnen. Claude Perier startte een fabricage van geprinte katoenen kledij in het Château de Vizille, dat hij in 1780 opkocht van Gabriel Louis de Neufville, de hertog van Villeroy. De Franse Revolutie en Napoleon opende nieuwe mogelijkheden voor welvarende bourgeoisfamilies in Grenoble, zo ook voor de Periers. Claude Perier verschoof het centrum van zijn business zaken naar Parijs, waar hij vanaf 1794 residentie hield en vermengde er zich tussen belangrijke Franse financiers. In 1795 werd hij na een investering de directeur van een grote koolmijngroep in het noorden van Frankrijk (Anzin), in 1796 hielp hij om een belangrijke investeringsbank op te richten in Parijs en in 1799, kort na de staatsgreep van Napoleon, werd hij een van de oprichters en de eerste directeur van de bekende Banque de France.
Claude Perier stierf op 6 februari 1801 en liet aan zijn groot gezin met tien kinderen een fortuin van bijna 6 miljoen francs achter. Casimir, die toen 23 jaar oud was, ontving een deel van de grote koolmijngroep die in zijn bezit was, land in Grenoble en werd samen met zijn oudere broer Scipion (1776-1821) de eigenaar van zijn huis in Parijs. Scipion had al kleine ervaringen in zaken en bankieren, aangezien zijn vader wou dat zijn drie oudste zoons Augustin (1773-1833), Alexandre (1774-1846) en Scipion de zorg over zijn familiebedrijf in Grenoble overnamen. Casimir zelf maakte nog niet duidelijk wat zijn specifieke loopbaankeuze was. Als student spendeerde hij zijn leven in een kerkschool en hij had klassiek Jezuïtisch onderwijs genoten. Tijdens zijn dienst bij het leger in Italië van 1799 tot 1800 begon Casimir Perier een militaire carrière te overwegen, maar de dood van zijn vader en de dichte vriendschap met zijn broer Scipion duwden hem in een heel andere richting.
De twee broers stichtten op 8 juni 1801 een bank in Parijs en kreeg daarbij de hulp van twee vroegere medewerkers van hun vader: Henry Flory en William Sabatier. Na de dood van Scipion trad jongere broer Joseph (1786-1868) in 1822 toe tot de bank. De zaken van de oudste Perier-bank in Grenoble werden intussen vooral beheerd door broer Alphonse (1782-1866).
De bank "Perier Frères" in Parijs speelde een belangrijke leidersrol in de vroege fases van de Industriële Revolutie in Frankrijk, en dit veroorzaakte in de jaren 1820 een groot succes bij de bank. Al gauw hadden Scipion en Casimir Perier een vooraanstaande rol ingenomen en de twee werden regent van de Banque de France. Ook waren ze allebei leden van de belangrijke Kamer van Koophandel in Parijs.
De twee belangrijkste klanten van de Perierbank waren de koolgroep Anzin en de ijzergieterij van Parijs. De eigenaar van de ijzergieterij was Jacques-Constantin Perier (1742-1818), die echter geen familie was van Scipion en Casimir, die de stoommachine naar Frankrijk haalde en ook in zijn gieterij gebruikte. Casimir en Scipion kochten in 1818 de firma over en dit zorgde voor een uitbreiding van business zaken voor de koolgroep Anzin.
In samenwerking met andere prominente bankiers en zakenleiders droegen de Periers tijdens de Restauratie ook bij in de oprichting van nieuwe financiële instituties. Zo werden Casimir en Scipion in 1818 de directeurs van de eerste Franse hulpbanken. Ook werd er geïnvesteerd in verschillende industriële bedrijven of koolmijnen.
Intussen stapte Casimir Perier in de politiek. In 1817 werd hij verkozen in de Kamer van Afgevaardigden en steunde het voorstel om de budgeten van het Conservatorium van Kunsten en Wetenschappen te beschermen en handelsscholen op te richten. In de Kamer verzette hij zich ook tegen het financiële beleid van de restauratieregeringen. Hij zetelde voor centrumlinks. Ondanks Periers geweld in debat bleef hij toch loyaal ten opzichte van de regering en deed hij niet mee aan republikeinse samenzweringen of intriges. Onder het ministerie Martignac was er sprake van verzoening tussen het liberale parlement en de ultraconservatieve koning Karel X en in januari 1829 werd Perier kandidaat voor het voorzitterschap van de Kamer van Afgevaardigden. Toen in augustus 1829 een ultraconservatieve regering onder leiding van Jules de Polignac aan de macht kwam, was het echter met de rust gedaan. In 1830 vaardigden de koning en eerste minister de Polignac Ordonnanties uit om het maatschappelijk leven in Frankrijk beter te controleren. Het parlement was daar tegen en 221 afgevaardigden in het parlement stemden op 15 maart tegen de invoer van de Ordonnanties. Ook Perier hoorde bij die 221 afgevaardigden.
Hoewel hij tegen de Ordonnanties stemde, weigerde Perier tijdens de Julirevolutie de verklaring van troonsafstand van Karel X te ondertekenen. Hij aanvaardde met tegenzin de regering van Louis-Philippe, maar de twee zouden nooit een goede relatie hebben. Perier werd voorzitter van de Kamer van Afgevaardigden en was vervolgens enkele maanden minister Zonder Portefeuille in de regering.

## Voorzitter van de ministerraad

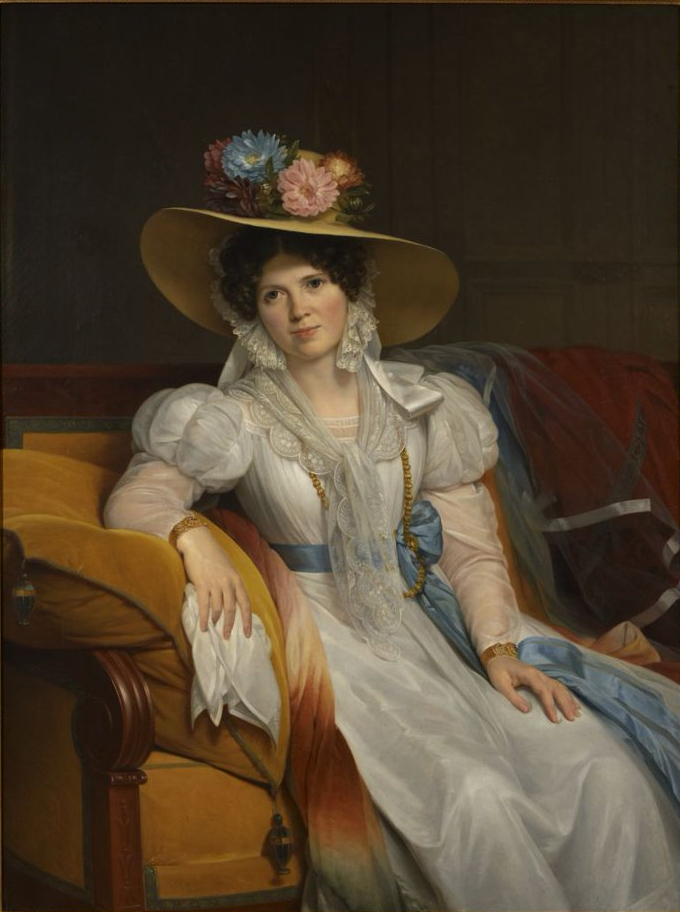
Mevrouw Casimir Perier is geboren als Marie-Pauline Loyer. (Museum van de Franse Revolutie).

Na de val van het zwakke en in diskrediet gebrachte ministerie van Jacques Laffitte, werd Perier (die intussen al erg rechts geworden was) op 13 maart 1831 opgeroepen om eerste minister te worden. Als eerste minister probeerde hij maatschappelijke orde te brengen in Frankrijk en het krediet van Frankrijk in Europa te herstellen. Parijs was tussen maart en september 1831 in een permanente staat van onrust en werd alleen in toom gehouden onder bepaling van Perier. De Canutrevolutie in Lyon werd onderdrukt na erg harde gevechten en in Grenoble moest Perier, na gevechten tussen militairen en de gewone bevolking, toegevingen doen aan de bevolking.
Als minister weigerde Perier een gewapende interventie te doen om de revolutionaire regering in Warschau te helpen, maar zijn politiek van vrede konden energieke demonstraties ter ondersteuning van de Franse belangen niet voorkomen. Ook zette hij het beschermingsbeleid voor België voort en het Franse leger hielp bij de Tiendaagse Veldtocht het Nederlandse leger uit België te verdrijven. De Franse invloed in Italië liet Perier ook gelden door de stad Ancona op 23 februari 1832 te bezetten  en hij weigerde de wonden van Franstalige inwoners in Lissabon, die wegens de onderdrukking van een marinedemonstratie in Lissabon gewond raakten, te compenseren.
Perier nam het premierschap erg serieus en overwerk en angst zorgden ervoor dat Perier ziek begon te worden. In de lente van 1832 bezocht hij gedurende de cholera-uitbraak in Parijs samen met prins Ferdinand Philippe de hospitalen. Eén dag later werd Perier ziek en kreeg hij hevige koorts. Zes weken later overleed Perier aan de gevolgen van de koorts.
Casimir Perier huwde op 13 oktober 1805 Marie-Pauline Loyer, de dochter van een magistraat in Lyon die tijdens de Franse Revolutie onder de guillotine eindigde. Twee zoons, Auguste-Casimir Perier (1811-1876) en Charles-Paul Perier (1812-1897), werden parlementslid en kleinzoon Jean Casimir-Perier werd in 1894 verkozen tot president van Frankrijk.
- Biblioteca Nacional de España: XX4436888
- Bibliothèque nationale de France: cb13015188h (data)
- Catàleg d'autoritats de noms i títols de Catalunya: 981058514720706706
- CiNii: DA09492221
- Gemeinsame Normdatei: 119229692
- International Standard Name Identifier: 0000 0000 8376 1817
- Library of Congress Control Number: n87895015
- Base Léonore: LH//2098/68
- Nationale Bibliotheek van Tsjechië: skuk0001073
- Nationale Bibliotheek van Israël: 987007429038105171
- Nationale Bibliotheek van Polen: a0000001764809
- Nederlandse Thesaurus van Auteursnamen: 069953236
- RKD-Nederlands Instituut voor Kunstgeschiedenis: 459543
- Istituto Centrale per il Catalogo Unico: UBOV013319
- SNAC: w68g9b14
- Système universitaire de documentation: 033122253
- Union List of Artist Names: 500323895
- Virtual International Authority File: 41974440
- WorldCat: E39PBJr3xFGRxdBgRKXHHPvbVC